# World Painted Blood
World Painted Blood ist das zehnte Studioalbum der US-amerikanischen Thrash-Metal-Band Slayer und erschien am 30. Oktober 2009 bei dem Plattenlabel American Recordings.
Es ist das letzte Studioalbum mit Gitarrist Jeff Hanneman († 2013) und ebenfalls mit dem Schlagzeuger Dave Lombardo (Ausstieg aus der Band 2013).

## Entstehung
World Painted Blood wurde nach Aussagen der Bandmitglieder in zwei Phasen aufgenommen: Nachdem im Oktober 2008 bereits ein Teil der Titel aufgenommen waren, beendeten Slayer die Arbeiten zwischen Januar und März 2009. Die Band entschied sich für Rick Rubin und Greg Fidelman als Produzenten für die Produktion des Albums. Mit Rubin hatten Slayer schon mehrmals zusammengearbeitet, so hatten er und die Band gemeinsam Reign in Blood produziert. Für Fidelman hingegen stellte die Produktion von World Painted Blood die erste Zusammenarbeit mit Slayer dar, nachdem er schon seinen Willen bekundet hatte, am Vorgänger Christ Illusion mitzuwirken. Die Entscheidung, Fidelman als zweiten Produzenten zu engagieren, trafen die Band gemeinsam mit Rick Rubin.
Für die Band unterschied sich die Produktion von World Painted Blood insofern, als ein Großteil des Materials erst im Studio geschrieben und fertig ausgearbeitet wurde. Bei früheren Produktionen waren die Stücke bereits vor Einzug ins Studio fertig geschrieben und einstudiert. Laut Schlagzeuger Dave Lombardo gingen die Bandmitglieder beim Songwriting für World Painted Blood untereinander auch stärker aufeinander ein. Während fast alle Stücke auf dem Vorgänger Christ Illusion von Kerry King komponiert wurden, trug diesmal auch Jeff Hanneman einen wesentlichen Teil zum Songwriting bei. Mehrmals beteuerten Lombardo und die restlichen Mitglieder von Slayer Greg Fidelmans Anteil am Album:

„Greg[…]hörte sich zwischen seinen einzelnen Produktionsschritten immer wieder ältere Platten von uns an, um so tief wie möglich mit dem Slayersound zu verwachsen. Danach kam er stets zu uns und feuerte uns heftig an, noch mehr zu geben.[…]“

Im Oktober 2008 stellten Slayer dann den Titel Psychopathy Red ins Internet. Im Juli 2009 folgte das Lied Hate Worldwide als CD-Single. Der Song wurde bei den 52. Grammy Awards in Los Angeles in der Kategorie „Best Metal Performance“ nominiert, unterlag allerdings Dissident Aggressor von Judas Priest.

## Texte
Auf World Painted Blood behandeln Slayer für sie typische Themen. So handeln einige der Texte von Tod, Zerstörung und Apokalypse. Weiterhin werden traditionell Religion, Staat und Medien kritisiert. Das Lied Psychopathy Red ist vom russischen Serienmörder Andrei Romanowitsch Tschikatilo, genannt der „Rostov Ripper“, inspiriert. Tschikatilo hatte zugegeben, 56 Menschen brutal umgebracht zu haben. In den beiden Stücken Public Display of Dismemberment und Americon geht es um das Ansehen der Vereinigten Staaten von Amerika in der Welt.

## Cover
Das Cover von World Painted Blood ist in vier verschiedenen Versionen erhältlich. Alle vier Varianten zeigen jeweils ein anderes Kontinentengebilde. Die abgebildeten Kontinente sind Nordamerika, Südamerika, Eurasien und Australien. Wenn man die vier verschiedenen Varianten entsprechend aneinanderlegt, erhält man das Bild einer Weltkarte. Die Kontinente sind in einem dunklen, die trennenden Meere in einem helleren Rot gehalten.

## Titelliste
1. World Painted Blood – 5:53
2. Unit 731 – 2:39
3. Snuff – 3:42
4. Beauty Through Order – 4:36
5. Hate Worldwide – 2:55
6. Public Display of Dismemberment – 2:34
7. Human Strain – 3:09
8. Americon – 3:22
9. Psychopathy Red – 2:26
10. Playing with Dolls – 4:13
11. Not of This God – 4:20

## Rezeption
Der Großteil der Reaktionen der Presse auf World Painted Blood war eindeutig positiv. So errechnete die US-amerikanische Website Metacritic aus elf englischsprachigen Rezensionen einen Durchschnitt von 78 – bei 100 möglichen – Punkten. Dies entspricht nach dem Bezeichnungssystem der Website einer Einstufung als „generell positiv bewertet“. Die deutschsprachigen Kritiker lobten neben Dave Lombardos Schlagzeugspiel hauptsächlich die Annäherung der Band an ihren musikalischen Stil der späten achtziger Jahre. Yan Vogel vom E-Zine Laut.de zeigte sich über das Songwriting der Band erfreut und attestierte den Liedern Playing With Dolls, Beauty Through Order und Not Of This God Abwechslung und Nachhaltigkeit. Daneben bewertete er Tom Arayas Gesang und Dave Lombardos Schlagzeugspiel positiv und vergab die Höchstwertung von fünf Punkten. Die Redaktion der Zeitschrift Metal Hammer kürte World Painted Blood zum „Album des Monats“. In der dazugehörigen Rezension kam der Autor zum Schluss, dass World Painted Blood alle Metal-Generationen miteinander verbinde und die Band „mit ihren Wurzeln gespielt und sich dabei neu erfunden“ habe.
Moritz Grütz und Dennis Drögemüller von Metal1.info beziehungsweise Plattentests.de zogen einen Vergleich mit Metallicas Death Magnetic, das ebenfalls von Greg Fidelman produziert wurde. Während Drögemüller Fidelmans Arbeit auf World Painted Blood einen „ordentlichen Sound“ attestierte – im Gegensatz zu dem auf Death Magnetic –, war Grütz der Meinung, dass „die ersten Gitarrentöne des Openers und Titeltracks [auf World Painted Blood] könnten so ebenso gut auf Metallicas diesbezüglich oft gescholtenem „Death Magnetic“ stehen[…]“.
Rock-Hard-Rezensent Frank Albrecht schloss sich ebenfalls der Auffassung an, dass das Album an den Stil der späten achtziger Jahre erinnere, vor allem an South of Heaven. Im Titel Human Strain sah er allerdings auch einen Tiefpunkt auf World Painted Blood. Weitere positive Resonanz kam beispielsweise von Jan Wigger (Spiegel Online) und Markus Eck (Sonic Seducer). In beiden Kritiken wurden erneut Lombardos Schlagzeugspiel und die Parallelen zu früheren Werken der Band gelobt, damit zeigen die beiden Rezensionen sowohl inhaltlich als auch im Gesamturteil Ähnlichkeiten zu den oben erwähnten Kritiken der Fachzeitschriften.

## Kommerzieller Erfolg

### Chartplatzierungen
World Painted Blood konnte sowohl im deutschsprachigen Raum als auch in den Vereinigten Staaten von Amerika in die Top 20 der Hitparaden einsteigen. In vielen europäischen Ländern hielt sich das Album zwei bis drei Wochen in den Charts. Eine Ausnahme stellte Finnland dar, wo World Painted Blood acht Wochen in den Charts blieb.
| ChartsChartplatzierungen       | Höchstplatzierung | Wochen |
| ------------------------------ | ----------------- | ------ |
| Deutschland (GfK)              | 7 (4 Wo.)         | 4      |
| Österreich (Ö3)                | 13 (3 Wo.)        | 3      |
| Schweiz (IFPI)                 | 14 (3 Wo.)        | 3      |
| Vereinigte Staaten (Billboard) | 12 (5 Wo.)        | 5      |
| Vereinigtes Königreich (OCC)   | 41 (1 Wo.)        | 1      |

### Auszeichnungen für Musikverkäufe
| Land/Region  | Auszeichnungen für Musikverkäufe (Land/Region, Auszeichnung, Verkäufe) | Verkäufe |
| ------------ | ---------------------------------------------------------------------- | -------- |
| Polen (ZPAV) | Gold                                                                   | 10.000   |
| Insgesamt    | 1× Gold ·                                                              | 10.000   |